# Знаменское (Омская область)
Знаменское (сиб. 
Изюк) — село в Омской области России, административный центр Знаменского района.
Основано в 1666 году
Население — 5223 чел. (2021)

## История
Населённый пункт основан в 1666 году крестьянами Г. Холковым и Н. Корнильевым, которые обязались пахать земли Тарского Спасского монастыря у озера Нижний Изюк. Деревня была основана как Изюцкий погост, которая позже была переименована в Знаменский погост. В связи со строительством Московско-Сибирского тракта Знаменский погост стал притрактовым селением, где стали оседать ссыльные крестьяне.
С XVIII века село именовалось «Чередовским», в честь одного из первых тарских дворян Ивана Яковлевича Чередова, награждённого землёй с крепостными в селе.
С 1782 года в составе Бутаковской волости Тарского уезда Тобольской губернии.
В 1902—1909 годах в составе Атирской волости Тарского уезда.
24 сентября 1924 года становится волостным центром Знаменской волости, которая была переименована из Бутаковской.
25 мая 1925 года становится районным центром Знаменского района Тарского округа Сибирского края.

## Физико-географическая характеристика
Село расположено в лесной полосе Омской области, в пределах северо-западной окраины Васюганской равнины, являющейся составной частью Западно-Сибирской равнины, на береговой террасе реки Иртыш/ Высота центра населённого пункта — 67 метров над уровнем моря. Прилегающие территории заболочены. К востоку от села расположено озеро Изюк, являющееся старицей реки Иртыш. В окрестностях села распространены пойменные кислые (в пойме реки Иртыш), серые лесные осолоделые и лугово-болотные почвы.
По автомобильным дорогам расстояние до областного центра города Омск составляет около 350 км, до ближайшего города Тара — 51 км.
Климат
Климат резко континентальный, со значительными перепадами температур зимой и летом (согласно классификации климатов Кёппена — субарктический климат (Dfc)). Многолетняя норма осадков — 458 мм. Наибольшее количество осадков выпадает в июле — 71 мм, наименьшее в феврале — 14 мм. Среднегодовая температура отрицательная и составляет −0,2 С, среднесуточная температура самого холодного месяца — января −19,4 С, самого жаркого — июля +18,3 С.
Часовой пояс
Знаменское, как и вся Омская область находится в часовой зоне МСК+3. Смещение применяемого времени относительно UTC составляет +6:00.

## Население
Динамика численности населения по годам:
| 1939 | 1959 | 1970 | 1979 | 1989 |
| ---- | ---- | ---- | ---- | ---- |
| 1455 | 3284 | 3820 | 4095 | 5567 |

| 1926  | 1939  | 1959  | 1970  | 1979  | 1989  | 2002  |
| ----- | ----- | ----- | ----- | ----- | ----- | ----- |
| 603   | ↗1455 | ↗3284 | ↗3820 | ↗4619 | ↗5567 | ↘5457 |
| 2010  | 2021  |       |       |       |       |       |
| ↘5294 | ↘5223 |       |       |       |       |       |

## Известные уроженцы и жители
- Черноголовина, Галина Васильевна (1929—2015) — советская и российская писательница, член Союза писателей СССР и России.